# Antonello da Messina
Antonello da Messina (eredeti neve: Antonello di Giovanni degli Antonj) (Messina, 1430. – Messina, 1479.) az itáliai quattrocento egyik legjelentősebb festője, művészete a flamand és az itáliai festészet eredményeit ötvözi.

## Élete

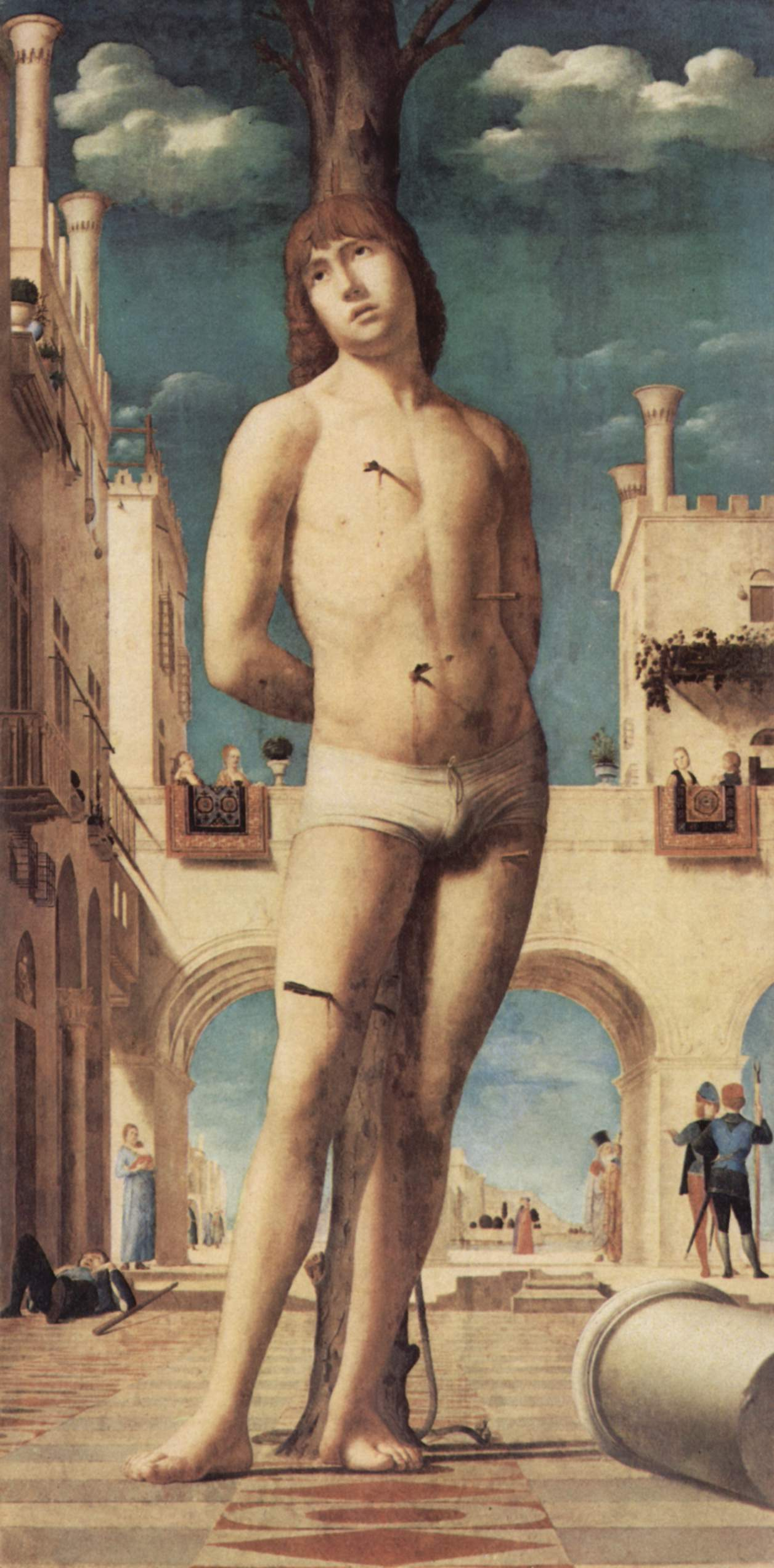
Antonello da Messina: Szent Sebestyén (Drezdai Képtár)

Antonello életében nagyon híres festő volt és ennek fényében meglepő, hogy igen kevés maradt fenn életéről az utókor számára. Szinte biztosra vehető, hogy a nápolyi Niccoló Colantionio mester tanítványa volt fiatal éveiben. Csupán legenda (Vasari terjesztette el), hogy Antonello da Messina kimagaslóan pontos és részletes technikáját Jan és Hubert van Eycknél tanulta és visszatérte után az ott tökéletesített új olajfestést Olaszországban is ismertté tette. Sokáig tartotta magát ez utóbbi nézet, és bizonyságot egy 1465-re datált Krisztus festményen (Christ Blessing (Az áldást osztó Krisztus), National Gallery, London) véltek találni, amelyen a németalföldi stílus jegyei lelhetők fel. Mára a művészettörténészek legnagyobb része egyetért abban, hogy a Van Eyck-testvérek és Messina életrajzai ezt kizárhatóvá teszik.
Feltételezhető, hogy Antonello da Messina látta Itáliában Rogier van der Weyden vagy Jan van Eyk képeit és így önmaga fejlesztette ki olajtechnikáját. Lehetségesnek tartják, hogy Antonello (Antonello da Sicilia néven) 1456-ban Milánóban személyesen is találkozott a flamand Petrus Christusszal. 

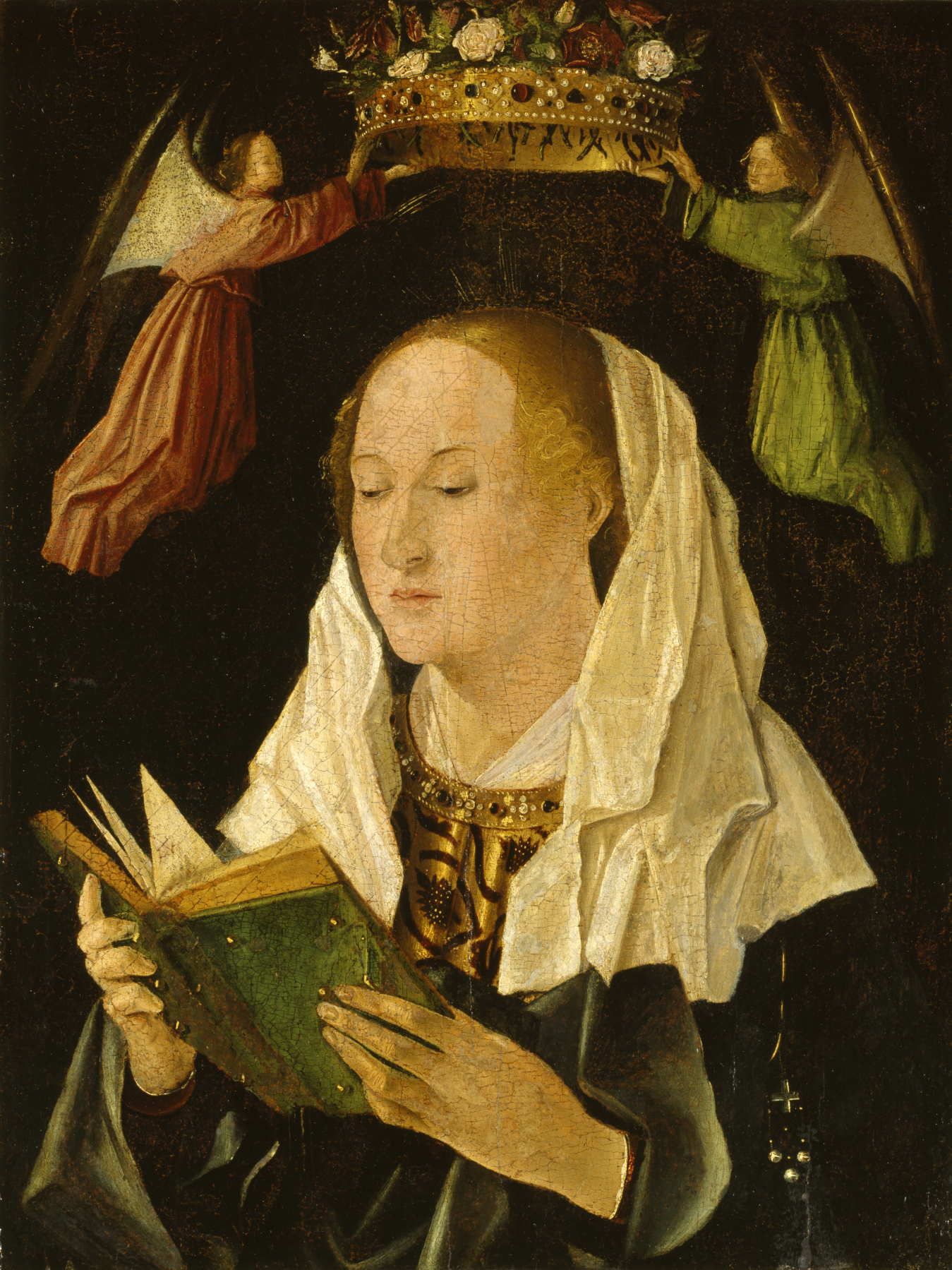
Az olvasó Szűzanya (160-62; Walters Art Museum, Baltimore

Biztos, hogy Messina családjával 1460-ban Amanteában, Calabriában tartózkodott és 1473-74-ben ismét Messinában. 1475-től 1476-ig Velencében tartózkodott, ahol újfajta technikájának köszönhetően portréfestőként gyorsan hírnévre tett szert és megismerkedett Giovanni Bellinivel valamint Vittore Carpaccióval is. Messina legtöbb fennmaradt festménye érdekes módon ebből a nagyon rövid velencei időszakból való.
Antonello de Messina portréja szerepelt fő motívumként az olasz líra 1979 és 1985 között kibocsájtott 5000-es címletén. 

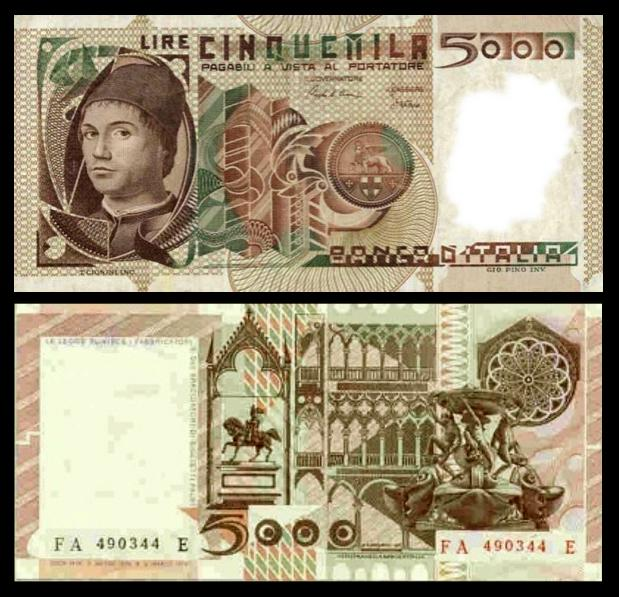
1979 és 1985 között kibocsájtott olasz 5000 lírás bankjegy Antonello da Messina portréjával.

## Munkássága
A Pala di San Cassiano (1475) című képből mára csak a szentek figurái maradtak fenn (Művészettörténeti Múzeum, Bécs), a képről csak kisméretű ábrázolások maradtak fenn. E hatalmas méretű kép nélkül Bellini áhítat-festményei, Tiziano képei elképzelhetetlenek. További fő művei az Annunciata 1474-ből (München), és egy 1475-ben továbbfejlesztett Annunciata (Palazzo Abatellis, Galleria Regionale della Sicilia, Palermo), egy Ecce homo 1473-ból (Collegio Alberoni, Piacenza), Krisztus keresztrefeszítése (Királyi Szépművészeti Múzeum, Antwerpen), a Condottiere, valamint Egy férfi portréja 1475-ből (mindkettő Párizsban, Louvre), Fiatal férfi 1478-ból (Berlini Képtár), Szent Sebestyén (Drezdai Képtár).